# بنسيرازيد
بنسيرازيد (ويسمى كذلك سيرازيد أو رو 4-4602) هي نازعة كربوكسيل L-الحمض الأميني العطري عاملة في الجهاز المحيطي أو مثبطة لنازعة كربوكسيل دوبا، وهي غير قادرة على تجاوز الحاجز الدموي الدماغي.

## مؤشرات
تُستخدم في التدبير العلاجي لمرض باركنسون في توليفة مع L-دوبا (ليفودوبا) تحت الاسم المعتمد كو-بينيلدوبا (BAN) وتحت الأسماء التجارية مادوبار في المملكة المتحدة وبرولوبا في كندا، وكلاهما يصنّع من قبل هوفمان-لا روش. بنسيرازيد غير معتمد الاستخدام في الولايات المتحدة، ويُستخدم كاربيدوبا في مكانه لنفس الأغراض. تُستعمل هذه التوليفة كذلك في معالجة متلازمة تململ الساقين.